# Кубок Европы по бегу на 10 000 метров 2009
Кубок Европы по бегу на 10 000 метров 2009 года прошёл 6 июня на Муниципальном стадионе посёлка Рибейра-Брава, расположенного на острове Мадейра (Португалия). Участники разыграли командный приз в соревнованиях у мужчин и женщин.
На старт вышел 51 атлет из 16 стран Европы, из них 34 мужчины и 17 женщин. Каждая страна могла выставить до 6 человек в каждый из двух командных турниров. Победители определялись по сумме результатов 3 лучших участников.

## Результаты

### Командное первенство
Хозяева соревнований выиграли оба Кубка Европы. При этом в соревнованиях женщин три зачётных результата оказались всего у двух команд.
| Место | Команда | Время                                                       | Общее время |
| ----- | --- | ----------------------------------------------------------- | ----------- |
| 1     | Португалия · Руй Педру Сильва · Жозе Роша · Жозе Рамуш · Лисиниу Пиментел · Эрману Феррейра · Леонел Фернандеш | 28.01,63 28.15,44 28.47,49 (28.49,47) (29.13,75) (30.42,40) | 1:25.04,56  |
| 2     | Россия · Сергей Иванов · Евгений Рыбаков · Анатолий Рыбаков · Сергей Емельянов                                 | 28.24,83 28.26,39 28.44,75 (30.01,66)                       | 1:25.35,97  |
| 3     | Испания · Хосе Мануэль Мартинес · Мануэль Анхель Пеньяс · Хавьер Герра                                         | 27.57,61 28.25,10 29.18,22                                  | 1:25.40,00  |
| 4     | Италия |                                                             | 1:27.41,60  |

| Место | Команда | Время                                                       | Общее время |
| ----- | --- | ----------------------------------------------------------- | ----------- |
| 1     | Португалия · Инеш Монтейру · Ана Дульсе Феликс · Ана Диаш · Фернанда Рибейру · Мариса Барруш · Леонор Карнейру | 31.34,17 31.40,60 31.42,94 (32.20,08) (33.04,58) (33.38,11) | 1:34.57,71  |
| 2     | Великобритания · Клер Холлисси · Хатти Дин · Джемма Майлз                                                      | 33.17,13 33.31,76 33.55,17                                  | 1:40.44,06  |

### Индивидуальное первенство
| Место | Атлет                 | Страна     | Время    |
| ----- | --------------------- | ---------- | -------- |
| 1     | Хосе Мануэль Мартинес | Испания    | 27.57,61 |
| 2     | Руй Педру Сильва      | Португалия | 28.01,63 |
| 3     | Жозе Роша             | Португалия | 28.15,44 |
| 4     | Сергей Иванов         | Россия     | 28.24,83 |
| 5     | Мануэль Анхель Пеньяс | Испания    | 28.25,10 |
| 6     | Евгений Рыбаков       | Россия     | 28.26,39 |
| 7     | Мондер Ризки          | Бельгия    | 28.38,27 |
| 8     | Денис Майо            | Франция    | 28.38,66 |
| 9     | Анатолий Рыбаков      | Россия     | 28.44,75 |
| 10    | Жозе Рамуш            | Португалия | 28.47,49 |

| Место | Атлет             | Страна         | Время    |
| ----- | ----------------- | -------------- | -------- |
| 1     | Инеш Монтейру     | Португалия     | 31.34,17 |
| 2     | Оливера Евтич     | Сербия         | 31.35,92 |
| 3     | Ана Дульсе Феликс | Португалия     | 31.40,60 |
| 4     | Ана Диаш          | Португалия     | 31.42,94 |
| 5     | Кристель Доне     | Франция        | 32.02,03 |
| 6     | Фернанда Рибейру  | Португалия     | 32.20,08 |
| 7     | Кристин Бардель   | Франция        | 32.42,82 |
| 8     | Мариса Барруш     | Португалия     | 33.04,58 |
| 9     | Клер Холлисси     | Великобритания | 33.17,13 |
| 10    | Мария Сиг Мёллер  | Дания          | 33.18,40 |